# Аньос (Андорра)
Аньос (кат. Anyós) — деревня в Андорре, на территории общины Ла-Масана. Расположена примерно в 1 км от города Ла-Масана. Основной достопримечательностью деревни является церковь Сан-Кристофоль, постороенная в XII веке.
Население деревни по данным на 2014 год составляет 816 человек.
Динамика численности населения:
| 2007 | 2008 | 2009 | 2010 | 2011 | 2012 | 2013 | 2014 |
| ---- | ---- | ---- | ---- | ---- | ---- | ---- | ---- |
| 640  | 635  | 667  | 726  | 725  | 749  | 795  | 816  |